# Припай
Припай е основен вид неподвижен морски лед, имащ най-голямо развитие покрай силно разчленени брегове и между островите на Арктика и Антарктика. Образува се късно през есента и съхранява своята неподвижност до началото на лятото благодарение на спояването си с брега, а в плитководни участъци и с дъното. През зимата припаят обикновено покрива заливи, протоци, а също и акваторията на моретата в пределите на няколкостотин km (Източносибирско море, море Лаптеви и др.) с дебелина 2,5 – 3 m и повече. В някои райони с много големи географски ширини припаят съществува по няколко години, без да се стопява през лятото и може да достигне до 10 – 20 m дебелина.